# 保羅·柯索
保羅·柯索（英語：Paul Kosok，1896年4月21日—1959年），美國籍考古學家，被認為是最早對秘魯古文化遺址納斯卡巨畫的秘密進行嚴肅研究的學者。他的研究工作在1930年代開始，直到他在1959年逝世為止，他的工作由德國籍學者玛丽亚·賴歇繼承。保羅柯索曾是紐約長島大學的教授，也在紐約布魯克林音樂學院的交響管弦樂團擔任指揮。